# Kerk van Westerholt
De Kerk van Westerholt (Westerholter Kirche) is een luthers kerk gebouw in de hoofdplaats van de Oost-Friese gemeente Westerholt (Nedersaksen). De zaalkerk werd met de vrijstaande klokkentoren in de jaren 1250-1270 gebouwd. Sinds 2009 draagt het kerkgebouw de naam Vredeskerk (Friedenskirche).  

## Geschiedenis
Het kerkgebouw werd tussen 1250 en 1270 op een circa vijf meter hoge warft gebouwd. Aan welke heilige de kerk werd gewijd is onbekend. Westerholt behoorde in de middeleeuwen tot de proosdij Ochtersum in het bisdom Bremen.
Later behoorde het kerkdorp tot het Harlingerland. Tegen het einde van de 15e eeuw werd de kerk door Hero Oomkens tot weerkerk verbouwd. Het bedehuis diende samen met de verdedigingswerken rond de kerk als toevluchtsoord voor de bevolking en als thuisbasis van de Harlingerlandse hoofdelingen in een tijd dat zij verwikkeld waren in vetes met de Oost-Friese graven. Zie ook: Gelderse Oorlogen (1540-1543).
Toen de Harlingerlanders zich in in 1496 tijdens de Friese opstand tegen de hertog van Saksen in de weerkerk verschansten, belegerden de Oost-Friese troepen van graaf Edzard I  de kerk. De verdedigers gaven zich echter niet gewonnen en graaf Edzard liet daarop de kerk met geweld bestormen en de 180 manschappen die de kerk bezet hielden naar Aurich afvoeren. Zo kwam het Harlingerlander kerspel kortstondig onder de heerschappij van het Oost-Friese gravenhuis te vallen, die hier onverwijld de reformatie invoerde en de versterkingen rond de kerk liet slechten.
Met de herovering van het gebied door de met de katholieken verbonden Balthasar Oomkens, werd de katholieke eredienst kortstondig hersteld. Na het in de rijksban doen van Balthasar Oomkens in 1538 en diens dood in 1540 kwam er echter een einde aan de contrareformatie en sindsdien is de kerkelijke gemeente protestants.
Omstreeks 1800 was de oorspronkelijke apsis zo bouwvallig geworden, dat er afbraak volgde. Aan de muurstompen aan de oostelijke muur is nog te zien waar de apsis zich ooit aansloot. In de loop der eeuwen werden ook de oorspronkelijke rondbogige toegangsportalen van de kerk dichtgemetseld . Tegenwoordig bevindt zich de ingang door een nieuw westelijk portaal.     

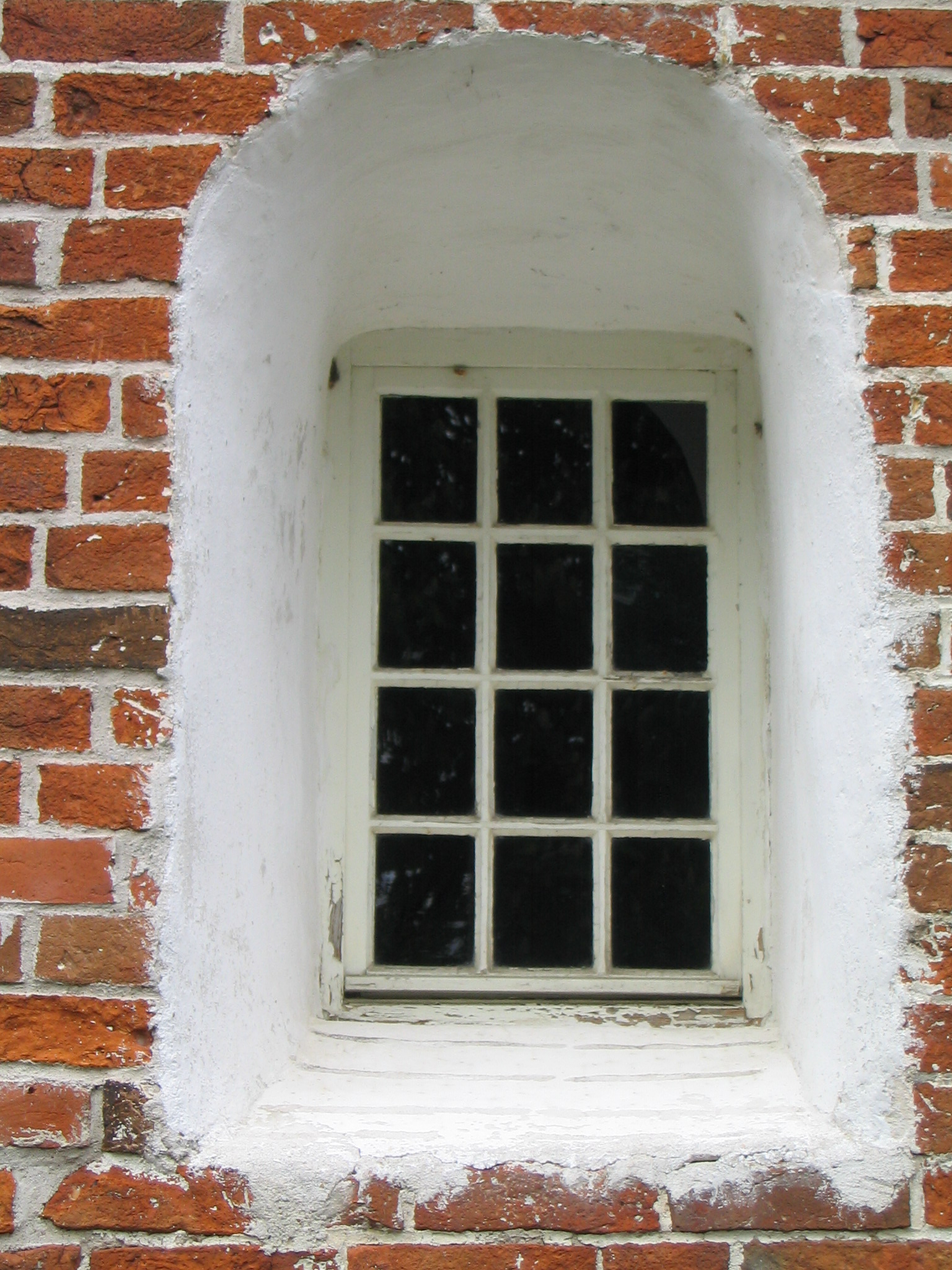
Hagioscoop in de zuidelijke muur

## Bouwbeschrijving
De kerk heeft een lengte van 28,1 meter en een hoogte van 7 meter. De bakstenen muren rusten op grote granieten blokken en zijn tot 1,25 meter dik. Tijdens de bouw werden kloostermoppen gebruikt, die in wildverband werden gelegd. De lengtemuren hebben drie rondboogramen, maar in de zuidelijke muur werden later op onregelmatige afstand van elkaar tevens vier nieuwe ramen ingebroken.  Tevens zijn er nog twee later opnieuw geopende hagioscopen. Het gebouw is op de hoeken en vanaf de halve muurhoogte tussen de ramen versierd met lisenen en kent boven in de muur een afsluitend fries. In de westelijke gevel boven het portaal bevindt zich een oculus.  

## Inrichting
De houten preekstoel in de kerk behoort tot de oudste kansels van Oost-Friesland en is versierd met laatgotisch vouwwerk uit de 16e eeuw en een wapen, vermoedelijk het wapen van een Oost-Friese hoofdeling.  Het klankbord is een 18e-eeuwse toevoeging.
Op de zuidelijke muur zijn resten van middeleeuwse fresco’s te herkennen. Van de oorspronkelijke inrichting bleef verder niets bewaard.

## Orgel

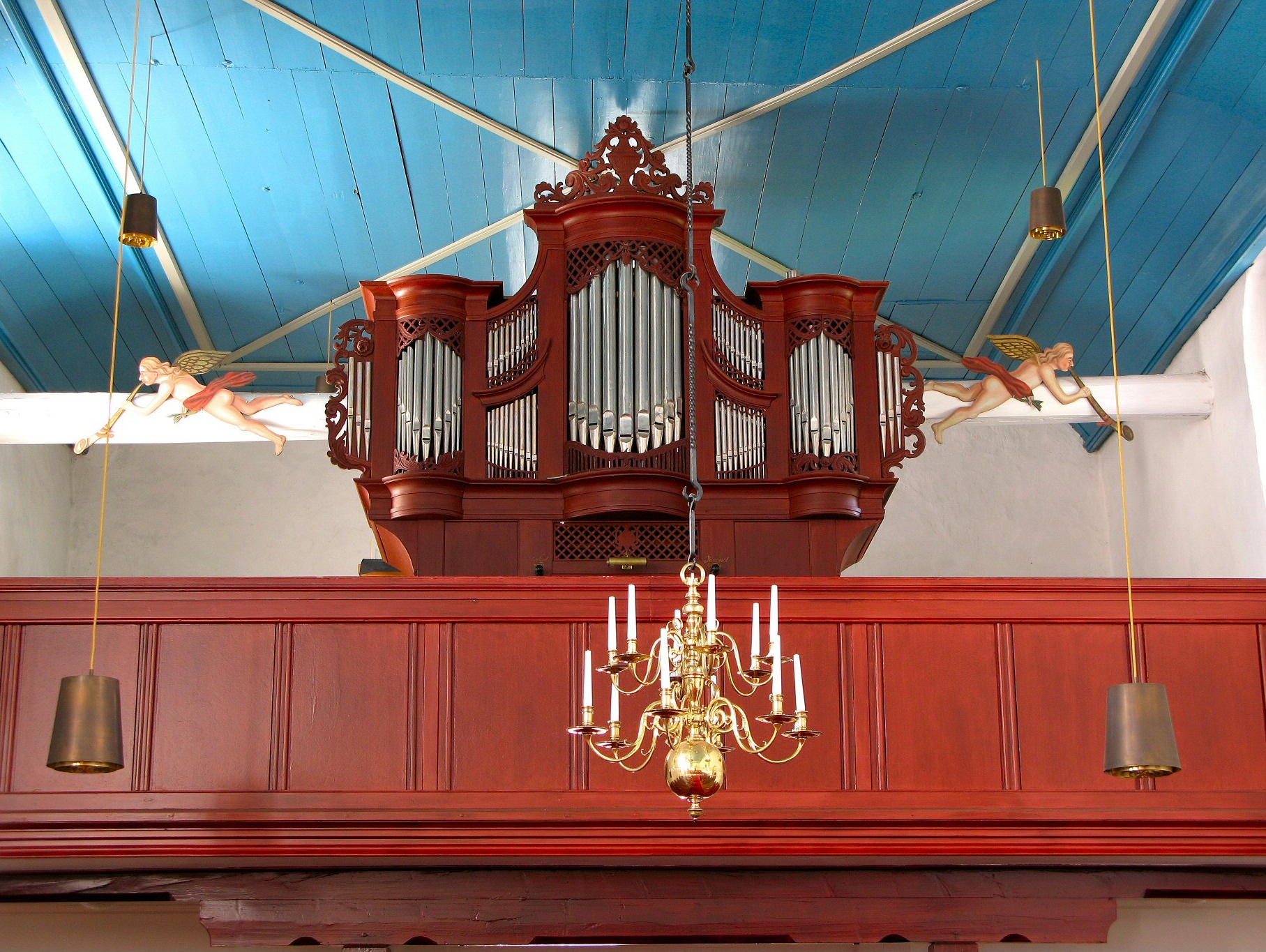
Orgel

Het orgel werd door de Esenser orgelbouwer Arnold Rohlfs  in de jaren 1840-1842 gebouwd. Voor de bouw van het orgel werd een muur afgeboken, waarop  de beelden van de twaalf apostelen stonden. Waar deze beelden zijn gebleven is onbekend. Oorspronkelijk werd het orgel op een galerij geplaatst voor het oostelijke koor.  Rond 1900 werd de galerij met het orgel naar de westelijke kant van de kerk verplaatst. Het éénmanualige orgel met aangehangen pedaal en acht registers bleef grotendeels bewaard en werd in de jaren 1988-1989 door Martin Haspelmath gerestaureerd. De dispositie luidt als volgt:
| I Manuaal C–d3 |    |
| Gedekt         | 8′ |
| Fluit travers  | 8′ |
| Principaal     | 4′ |
| Roerfluit      | 4′ |
| Nasat          | 3′ |
| Octaaf         | 2′ |
| Mixtuur III    |    |
| Trompet B/D    | 8′ |

| Pedaal C–d1 |
| aangehangen |

- Koppels: I/P